# 聖ピオ十世会
聖ピオ十世会（せいピオじっせいかい、ラテン語: Fraternitas Sacerdotalis Sancti Pii X、フランス語: Fraternité sacerdotale Saint-Pie-X、英: Society of St. Pius X、略称：SSPX） は、カトリック教会の伝統主義を主張する団体である。1970年にフランスのマルセル・ルフェーブル大司教によって創立された。同会は1970年11月にフランソワ・シャリエール司教によって、6年期限の仮認可を得たものの、1975年に新任の司教によって取り消され、1988年には教皇の許可を得ない司教聖別を行ったことから創立者を含む司教ら6名が教皇庁から破門される事態となった。その後2009年に破門は取り消され、教皇庁との関係修復に向けて現在交渉中である。2015年、教皇フランシスコは、「誰も排除しない」として、いつくしみの聖年期間中の聖ピオ十世会司祭のゆるしの秘跡を有効とする声明を出した。

## 概要
特徴としては、典礼分野におけるラテン語使用の厳守とトリエント・ミサの執行の継続を唱え、第2バチカン公会議に基づく1970年以降の典礼改革後の方式による典礼を行う現在のカトリック教会のあり方を認めていない。
1988年の司教聖別以来、現在ローマ教皇庁によって「聖職停止」の処置を受けており、したがって、同会に所属する司祭であることには違いないが、ミサや洗礼などその職務は禁止されている状態にある。教会法的には彼らの執り行うミサは有効ではあるが、2002年の教皇立委員会前長官カミーユ・ペルルが語るところによれば、同会の司祭によるミサは死の危険が迫り他に選択肢のないときなど「厳密な意味において」主日の義務を満たすとされる。聖ピオ十世会と教皇庁との対話は続いており、2015年、教皇フランシスコは「誰も排除しない」として2015年12月8日から始まる特別聖年の期間中、聖ピオ十世会による「ゆるしの秘跡」を有効とすると発表した。『カトリック新聞』は、「同会はもはや“離教”の状態にあると見なされてはおらず、同会の司教たちの破門制裁は2009年に解除されているが、同会の司祭らが授ける秘跡が有効で合法的かどうかについては疑問が残されている。」としている。同新聞はさらに、教皇庁広報局長ロンバルディ神父はバチカンと聖ピオ十世会指導者たちとの接触は続いていると確認した、とし、教皇フランシスコは書簡の中で、「近い将来にも解決策が見いだされ、（聖ピオ十世）会の司祭や上長たちとの十全な交わりが回復されること」を願っている、としている。

## 歴史

### ローマから離反の経緯
聖ピオ十世会は第2バチカン公会議（1962年–1965年）に伴う変化への反対から生まれた。創立者及び中心人物は、アフリカでの宣教活動に長年従事したフランス人のマルセル・ルフェーブル大司教であり、彼は聖霊修道会の総長を1962年から1968年まで務めていた。1968年に修道会が憲章を改訂した時に、彼はそれを非カトリック的かつ近代主義的であると捉えて退任した。退任後、間もなく、ローマのフランス人神学生は彼に接近した。彼等は伝統的な教義への固執のために迫害されていると語り、どこの保守的な神学校で学業を修められるか助言を求めたという。

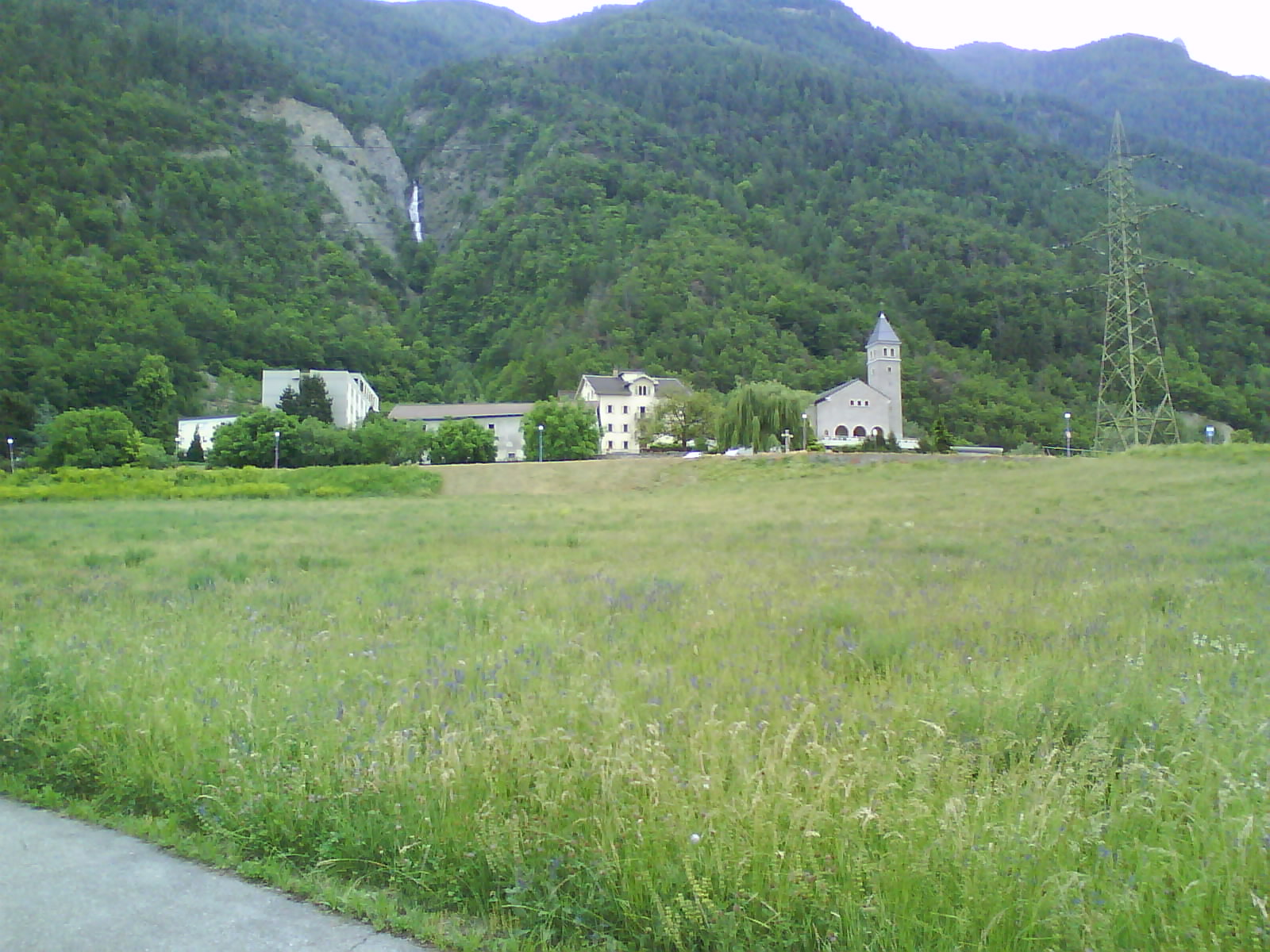
スイスのエコンにある聖ピオ十世会の神学校

神学生たちの相談に乗っているうちに、彼らをスイスで指導するようになった。やがてルフェーブル大司教に賛同した司祭たちとともに1970年に「聖ピオ十世会」を設立、信徒から寄進を受けてスイス南西部のエコンに神学校を設立し、今でも同会の本部になっている。
ルフェーブル大司教は修道会としての認可を求めてローマ教皇庁と折衝していたが、同会が第2バチカン公会議の改革への批判を行っていたことが、まずフランスの司教たちから問題視され、やがて教皇庁との関係も悪化していった。1970年11月に現地のシャリエール司教の仮認可を得たものの、1975年には新任の司教によって取り消され、1976年5月には教皇パウロ6世がルフェーブル大司教を公式に叱責する事態となった。教皇による司教の公式な叱責は200年ぶりのことであった。
1988年6月30日、ルフェーブル大司教は教皇庁の警告を無視して、教皇庁の認可なく会所属の4名の司祭を司教に聖別（叙階）した。ブラジルのカンポ・ドス・ゴイタカセスの引退した司教であるアントニオ・デ・カストロ・マイヤーも共同司式者として聖別式（叙階式）に補佐した。教皇の許可なく司教叙階を行うことは教会法で自動破門が適用される行為であるため、事態を重く見た教皇ヨハネ・パウロ2世は使徒的書簡「エクレジア・デイ」（神の教会）を発布して大司教の無認可叙階を非難し、公にルフェーブル大司教と彼に聖別（叙階）された4人の司教、並びに共同司式者のカストロ・マイヤー司教の破門を宣言した。

### 教皇庁との交渉
以後の12年間、教皇庁と聖ピオ十世会との間にほとんど対話は行われなかったが、このような状態は、この団体の催したローマへの聖年の大規模な巡礼の時に終わりを告げた。
2009年1月、教皇庁は1988年の司教叙階によって宣告されていたこの団体の司教たちに対する破門を解除し、この団体の成員達が、すみやかなる教会との一致に戻ることにより、これに従うようになることを希望する、と発表した。同年3月、教皇ベネディクト16世は、2009年3月に「規律上というより教理上の理由により、聖ピオ十世会はカトリック教会の中に法的地位を持っておらず、その聖職者は教会内の不法な聖職者によって養成されている」と宣言した。これに対し、聖ピオ十世会側は、ローマ教皇庁がその存在と使徒職の合法性や有効性についていくつかの承認を与えたなどと主張している。また、同年6月に、聖ピオ十世会が教皇庁の反対を押し切ってアメリカで13名の司祭を叙階した時には、それに対して教皇庁は「今回の叙階を正当なものとは認めない」とし、また現地カトリック・ウイノナ司教区の報道官は、「教理上の問題がはっきりしない限り」、聖ピオ十世会はカトリック教会の中で法的な地位はなく、叙階は有効ではない」とコメントし、同会と教皇庁の関係の修復が容易ではないことを示す形となった。同じく2009年6月、フランツ・シュミットバーガー神父（聖ピオ十世会ドイツ管区長）は、聖ピオ十世会はオプス・デイのような属人区を目指している、と発言している。ただしシュミットバーガー神父の考えは、「教義的な問題点は明らかに残り、未だに聖ピオ十世会は教会内で非合法状態にあり、その聖職者たちはいかなる聖務も合法的にできない状態にあるので、教会の合同聖餐への道を再発見することによって」この団体になおも帰一を望んでいる教皇庁と見解を等しくするものではない。2011年、バチカンプレスの責任者、フェデリコ・ロンバルディ神父は2009年3月のベネディクト16世の声明を再度、繰り返した。「聖ピオ十世会は教会法上の立場を持たない限り、その聖職者達は教会の中で合法的に聖務を行えない。教義上の問題が解消され、この団体とその聖職者達が教会内に立場を得るまでいかなる聖職行為も教会の中で合法的には行えない」。
その後、総長シュミットバーガー神父、及びベルナルド・フェレー司教の下で、一致に向けたバチカンとの交渉は続き、2015年、教皇庁広報局長のフェデリコ・ロンバルディ神父（イエズス会）は、教皇庁と聖ピオ十世会との接触は続いているとしたうえで、2015年12月8日から翌年11月までの間の「いつくしみの特別聖年」期間中、教皇フランシスコはこの団体の中で行われるゆるしの秘跡を有効とすると発表した。また、教皇は十全な交わりが早く回復されることを願っている、としている。

## 現況
聖ピオ十世会の主張によると、2009年11月現在、同会には491人の司祭が31ヶ国におり、32ヶ国以上で活動している。そして、725ヵ所のミサを捧げる聖堂と117人の修道士、164人の修道女と6ヶ所の神学校の215人の神学生、88の学校と2ヶ所の教育機関がある。同会の主要な神学校はスイスのエコンで、他はアメリカ合衆国ミネソタ州のウィノナ、フランスのフラヴィニー、ドイツのツァイツコーフェン、オーストラリアのゴールバーン、そしてアルゼンチンのラ・レハにある。同会の大多数（120人以上）はフランスにいる。2010年12月18日には、アルゼンチンのラ・レハ神学校において司祭5名が同会司教により叙階された。2013年10月には、ナチス親衛隊大尉エーリヒ・プリーブケ（11日に100歳で死去）の葬儀を受け入れた。
また「聖伝のミサ」としてトリエント・ミサを重視し、現在のカトリック教会の「新しいミサ」への参加は勧めていない。

## 外部の支持者
過去に聖ピオ十世会は、下記の管区司教から支持を得ていると主張している。
- サルバドール・ラゾ・ラゾ（サンフェルナンド・デラユニオン管区司教）
- ジョン・ボスコ・マナト・チュバサマイ（タイ・ラーチャブリー管区司教、1935年10月31日生－2003年6月24日辞任）

加えて、聖ピオ十世会はアントニオ・デ・カストロ・マイヤー元司教の支持を受けていたことがあり、彼は1981年8月20日、ブラジル・カンポスの管区司教を辞し、1988年エコンの聖別式に参加している。司教を辞任後は、彼は聖ジャン・マリー・ヴィアンネ司祭会に参加しており、この団体は2001年まで聖ピオ十世会に近い団体として活動していたが、その後教皇庁と和解している。現在、聖ピオ十世会はヴァシル・コウパク神父が管理する聖ヨザファト司祭会と親しい関係にあり、この神父は以前は、ウクライナ東方カトリック教会所属で、2007年9月にリチャード・ウィリアムソン司教が教会法1015条、1017条に反して、2名の司祭、7名の助祭を叙階したことに絡んで、カトリック教会から決定的な破門を受けている。

## 分離した団体
この組織から分離した団体は、二つに大別され、一方は、聖ピオ十世会をなおもリベラルとみなし、ヨハネ23世より前のミサを用いようとするグループであり、他方は、教皇庁と和解したが、バチカンからの許可を得て聖ピオ十世会のように1962年のローマ・ミサを使い続ける集団である。

### 聖ピオ十世会を近代主義と非難し、離反した先鋭派

#### 聖ピオ5世会
1983年、ヨハネ23世の1962年度版のローマ・ミサ典書を使用とするルフェーブルの方針に反発したことにより、同会米国北部管区から追放されるか、脱退した9名の聖ピオ十世会の司祭によって結成された。分裂に至った他の理由は、普通のカトリック教会の教区の命令への同会司祭の受容義務を説いたルフェーブルの指示（その司祭らは無効と主張していた）や、パウロ6世によって改訂された典礼書によって叙階された新しいメンバーのグループへの受け入れなどを巡ってである。

#### 善き助言者たる御母の会
ラテン語はIstituto Mater Boni Consilii。この会は、教皇空位主義の思想に沿った伝統主義的司祭会である。この会の創設者達は当初エコンの神学校の神学生だったが、フランシスコ・リコッサ神父の下、1985年に聖ピオ十世会から脱退した。北米にある聖ピオ5世会とは対照的に、この会はヨーロッパに拠点を置いている。

#### 聖ピオ十世会厳格典礼派
2012年8月10日に分離（英語名：The Society of St. Pius X of the Strict Observance。）。
三名の聖ピオ十世会の司祭と、二名の外部の司祭（ジョゼフ・ファイファー、デビット・ヒューコ、フランソワ・シャザル、リチャード・ボウジット、ロナルド・リングローズの5名）がウィーンとヴァージニアの司祭会議の宣言に署名して発足した。この分派（SSPX-SO）は、ファイファー神父を代表にしており、代表職は2年おきに選出される。SSPX-SOは、米国のカルメル山の聖母教会を本拠にしており、そこに常在司祭と銀行口座を所有する。

#### 聖マルケルス・イニシアティヴ
この別派運動（英語名：The St. Marcel Initiative）は、2012年10月24日聖ピオ十世会から追放されたリチャード・ウィリアムソン司教が同年に聖マルケルス百人隊長（St. Marcellus the Centurion）にちなんで結成を宣言したものである。

### ローマと一致して、聖ピオ十世会から離反したグループ

#### 聖ペトロ司祭兄弟会（聖ペトロ会）
この団体は、1988年のエコンの司教聖別の後で創設された。この司教聖別は、離教を成す行為であり伴事的破門にもなる、という聖座の宣言を受けて、12人の司祭達が聖ピオ十世会を去り、教皇庁との交わりのなかにあるこの司祭会を創設した。

#### 善き牧者会
この組織は、教皇ベネディクト16世との一致に同意した聖ピオ十世会メンバーの為の使徒的生活組織として2006年9月8日に発足した。教皇の認可を得ている。

#### 至聖なるキリストの子供達
この団体は、前の名称をトランスアルパイン・レデンプトリストと言い、2008年6月に聖座と一致した組織である。